# Růžena Vacková

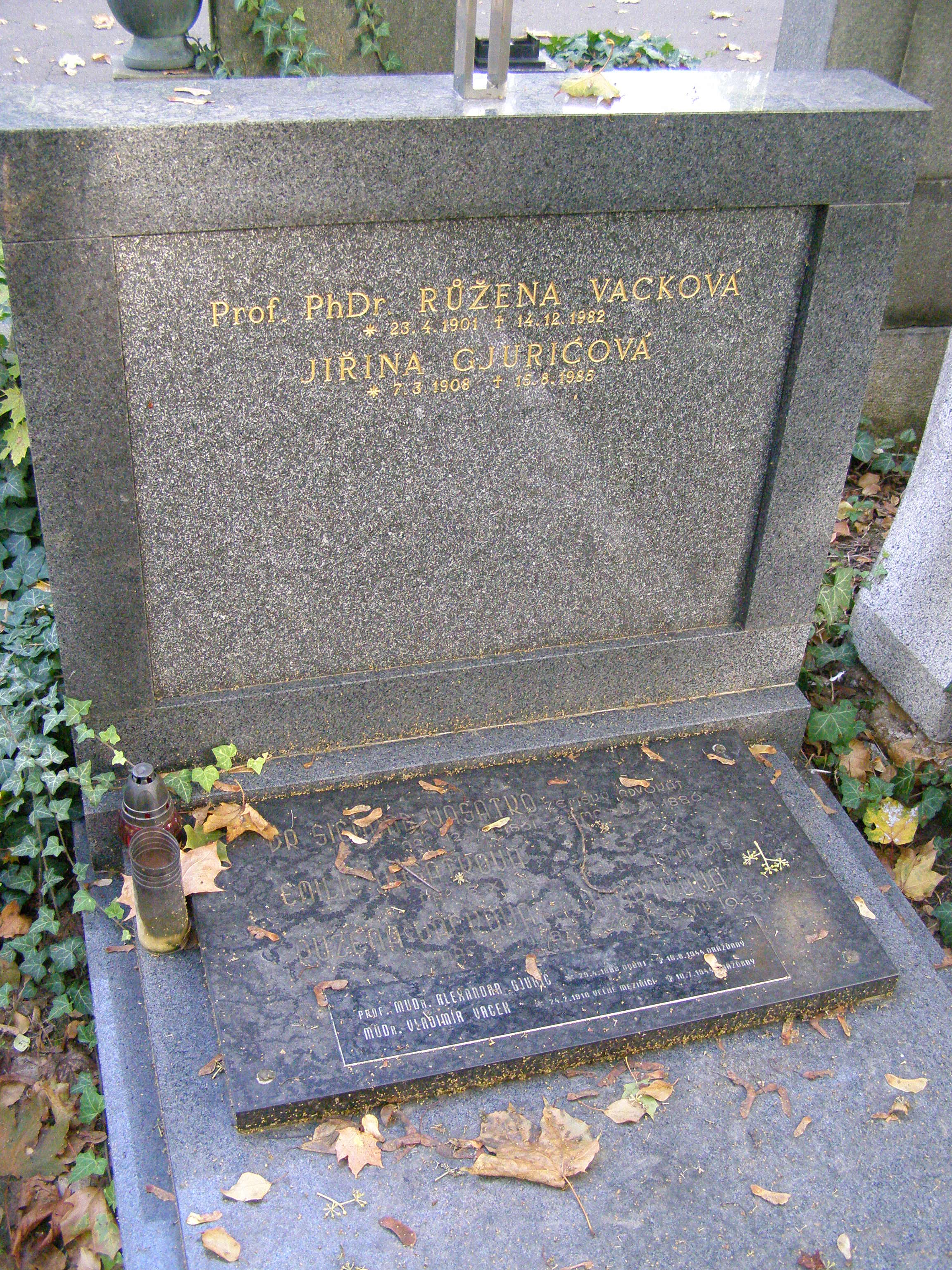
Hrob na hřbitově Malvazinky v Praze

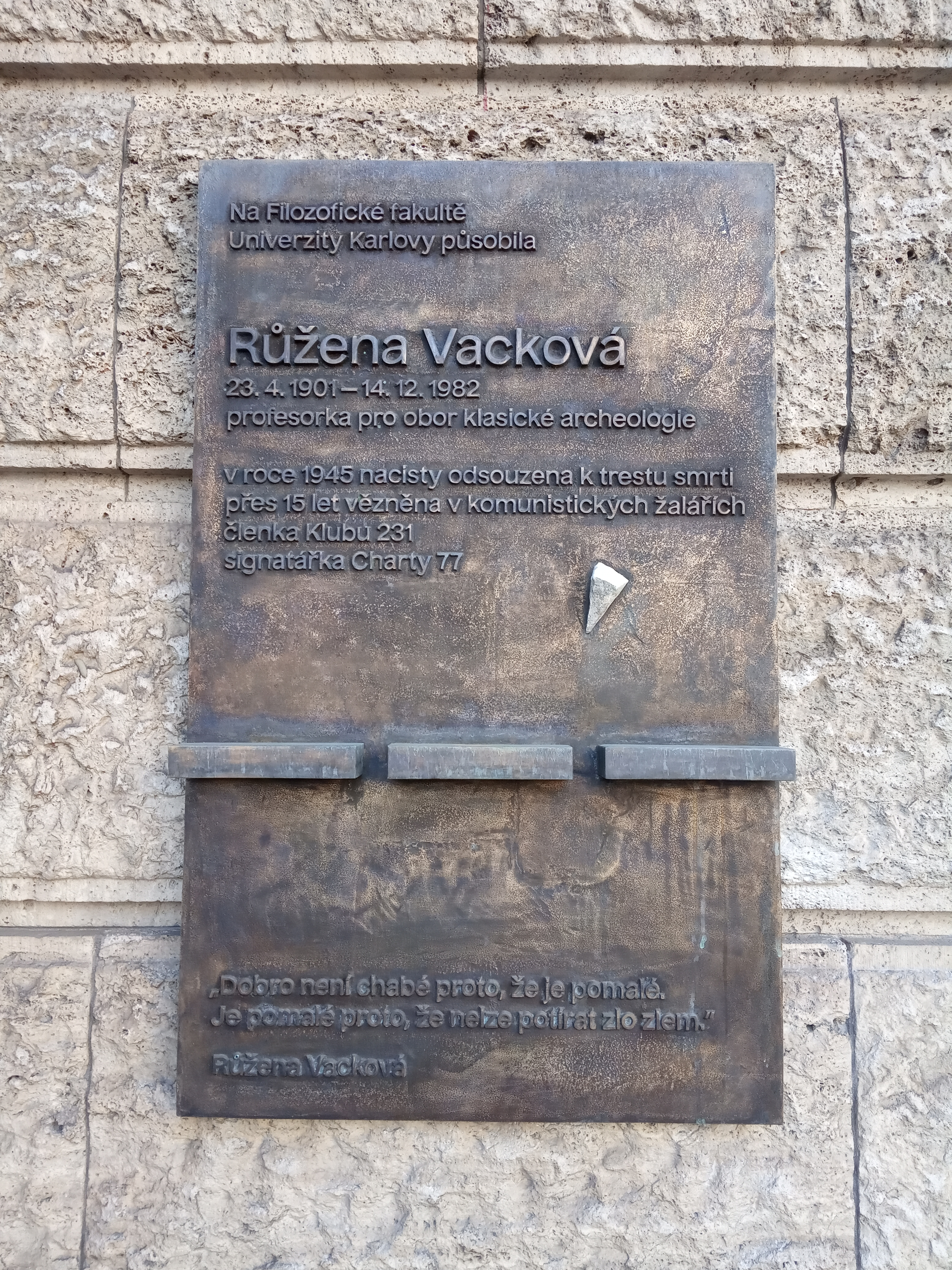
Pamětní deska na budově FF UK

Růžena Vacková (23. dubna 1901 Velké Meziříčí – 14. prosince 1982 Praha) byla česká teoretička a historička umění, divadelní kritička a pedagožka, věnovala se také archeologii.

## Život
Pocházela z rodiny lékaře a spoluzakladatele Čsl. červeného kříže. Studovala na klasickém gymnáziu ve Vyškově a maturovala na gymnáziu v Brně roku 1920. Dopisovala si s Jiřím Wolkerem, ale pro jeho levicové zaměření brzy kontakty přerušila. Dále absolvovala studia klasické archeologie (prof. Hynek Vysoký), dějin umění a estetiky (prof. Vojtěch Birnbaum) a dějin divadla na Filozofické fakultě Univerzity Karlovy. Od roku 1923 pracovala jako asistentka Ústavu pro klasickou archeologii FF UK, po habilitaci tam od roku 1930 přednášela jako soukromá docentka klasické archeologie, roku 1945 byla jmenována profesorkou se zpětnou platností od roku 1941.
V letech 1934–1942 publikovala své divadelní kritiky v Národním středu. Recenzovala knihy Mukařovského, archeologické edice, divadelní premiéry, spisy Komenského, vedla dlouhé polemiky s časopisem Volné směry.
Roku 1942 nacisté zatkli jako účastníky odboje jejího bratra a švagra a roku 1944 je popravili. Počátkem roku 1945 byla zatčena „pro přípravu velezrady“ i Růžena Vacková, odsouzena k trestu smrti a do roku 1945 vězněna nacisty. Popravě unikla díky květnovému povstání. Za války se spřátelila s katolickým knězem a teologem Josefem Zvěřinou a konvertovala ke katolicismu. Od roku 1942 pracovala na díle Výtvarný projev v dramatickém umění, ale musela z něj vynechat některá jména a neměla k dispozici dostatečné písemné zdroje. Kniha vyšla až roku 1948, ale záhy byla stažena a ze širšího povědomí byla takřka vymazána. V letech 1946–1948 byla ředitelkou Ústavu pro klasickou archeologii FF UK. Společně s Josefem Zvěřinou, Otou Mádrem, Alexandrem Heidlerem, Václavem Vaškem a dalšími se již těsně po skončení války zapojila do Katolické akce – vzdělávacích kroužků pro studentskou mládež, inspirovaných chorvatským jezuitou Tomislavem Kolakovičem. V časopisu Katolík vyšla její třídílná polemika s marxistickým uměním, jejíž závěrečná část byla zveřejněna 15. února 1948. Do roku 1947 pracovala na rukopisu Základy latinské kultury evropské, který se později ztratil.
V únoru 1948 šla jako jediná z učitelů Karlovy univerzity ve studentském pochodu na Hrad na podporu prezidenta Beneše a vysloužila si tím nenávist komunistů. Při zasedání prvního poúnorového profesorského sboru Filosofické fakulty UK se opět jako jediná z přítomných ohradila proti vylučování studentů, předtím se zúčastnivších pochodu. Prohlásila zde: „Souhlasím s názorem pana děkana, pokud jde o události posledních dnů, ale scházelo mi konstatování, že každé společenství zakládá mravní řád. O povaze mravního řádu soudím podle kritérií. Zajímala by mne kritéria, kterými se řídilo vyloučení profesorů a hlavně studentů. Pokud jsem byla svědkem a pokud jsem se účastnila manifestací, prohlašuji, že to byly skutečné manifestace a nikoliv demonstrace, poněvadž výkřiky, které jsem slyšela, nebyly ani politické, ani hospodářské povahy. Naopak byly povahy mravní a byla-li kritériem vylučování posluchačů účast na manifestaci, pak chci sdílet jejich osud.“ Když jí univerzita na začátku 50. let zakázala přednášet, pokračovala ve své činnosti dál. Byla zatčena v roce 1951 a v červnu 1952 odsouzena v procesu Mádr a spol. za vyzvědačství a velezradu na 22 let do vězení. Státnímu soudu v Brně předsedal JUDr. Jaroslav Novák, jako hlavní žalobce vystoupil JUDr. Karel Čížek. Proces byl veřejný a konal se za přítomnosti zhruba patnácti set diváků.
Růžena Vacková strávila ve vězení téměř 16 let (včetně vyšetřovací vazby) a prošla věznicemi v Pardubicích, Ilavě, Novém Jičíně a Opavě. Ve vězení organizovala vzdělávací přednášky.
Rehabilitace dosáhla v roce 1967, kdy byla propuštěna z vězení v Ostrově. Ihned po propuštění navázala opět kontakty se Zvěřinou i Mádrem. Zapojila se do aktivit kolem spolku K 231 a jako jeho místopředsedkyně usilovala o zneplatnění všech politických procesů. Počátkem normalizace byla její rehabilitace zrušena. Později byla signatářkou Charty 77. V normalizační době organizovala bytové semináře hlavně pro mladé lidi a přednášela na nich o duchovním životě a dějinách umění. Zemřela v roce 1982.
V samizdatových Skrytých tvářích vyšel její medailon od Zdeňka Rotrekla. Teprve po roce 1989 o jejím životě a díle publikovala články Jarmila Vacková a vyšlo několik odborných statí od Adély Gjuričové a Věry Ptáčkové a beletrizovaný životopis od Mileny Štráfeldové. Dílem Růženy Vackové se zabývali Josef Vojvodík a Marie Langerová, Česká křesťanská akademie vydala výbor z její korespondence, Aula část Vědy o slohu, Univerzita Karlova zápisky z vězeňských přednášek. Výtvarný projev v dramatickém umění i esej o Sokratovi z roku 1939 lze najít pouze v antikvariátech.
Synovcem Růženy Vackové byl spisovatel Andrej Gjurič.

### Ocenění a odkaz
- 1992: Řád Tomáše Garrigua Masaryka, in memoriam
- 1993: Zlatá medaile, Univerzita Karlova
- 2023: Pamětní deska na hlavní budově Filozofické fakulty Univerzity Karlovy[5]

Její jméno nese v Praze 5 ulice Vackové, postupně budovaný jeden z budoucích hlavních pěších bulvárů nově budované čtvrti Smíchov City (od ulice Za Ženskými domovy směrem k nádraží Praha-Smíchov).

## Dílo
- Sokrates, vychovatel národa, 1939
- Výtvarný projev v umění dramatickém, Praha 1948
- Věda o slohu, Praha 1993
- Ticho s ozvěnami, dopisy z vězení (1952–1967). Praha 2011
- Vězeňské přednášky, archiv Univerzity Karlovy 1999 – přednášky spoluvězeňkyním

## Obraz v umění
V roce 2023 uvedl Divadelní spolek JEDL ve Studiu Švandova divadla představení na motivy ze života Růženy Vackové s názvem Ženy, držte huby! Scénář: Lucie Trmíková, režie a scéna: Jan Nebeský, hudba: Matouš Hejl, kostýmy: Petra Vlachynská, hrají: Filip Dámec, Jiří Černý, Lucie Trmíková, Monika Knoblochová, Libor Mašek. Premiéra představení: 7. únor 2023.

## Cena Růženy Vackové
Na počest Růženy Vackové uděluje Filozofická fakulta Univerzity Karlovy od roku 2023 svým studentům či absolventům zvláštní cenu za vynikající samostatnou publikační činnost, mimořádný přínos ročníkové, bakalářské či diplomové práce nebo za mimořádný vědecký přínos v průběhu doktorského studia.